# Reino de Borgoña
Reino de Borgoña fue el nombre que recibieron varios estados de Europa Occidental durante la Edad Media. La Borgoña histórica se enmarca en el área fronteriza entre Francia, Italia y Suiza, incluyendo las ciudades modernas de Ginebra y Lyon.
Como entidad política, Borgoña ha existido de maneras diferentes y con fronteras diferentes, en particular cuando fue dividida en Alta y Baja Borgoña y Provenza. Dos de las entidades, la primera en torno al siglo VI y la segunda en torno al siglo XI, recibirían el nombre de Reino de Borgoña. En otros momentos de la historia fueron el Reino de la Provenza, el Ducado de Borgoña y el Condado de Borgoña.

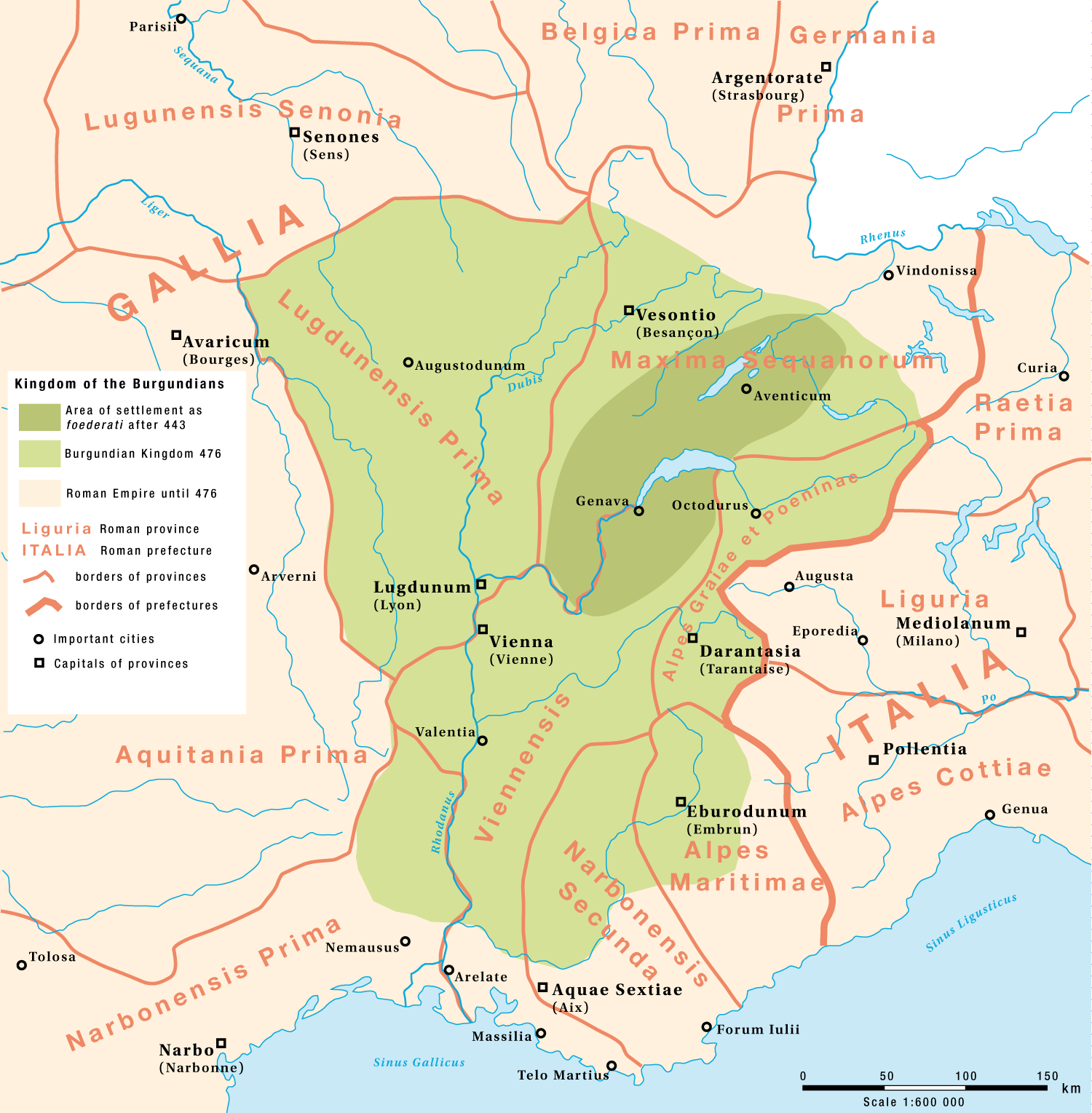
Reino de los Burgundios después del acuerdo de Saboya en 443.

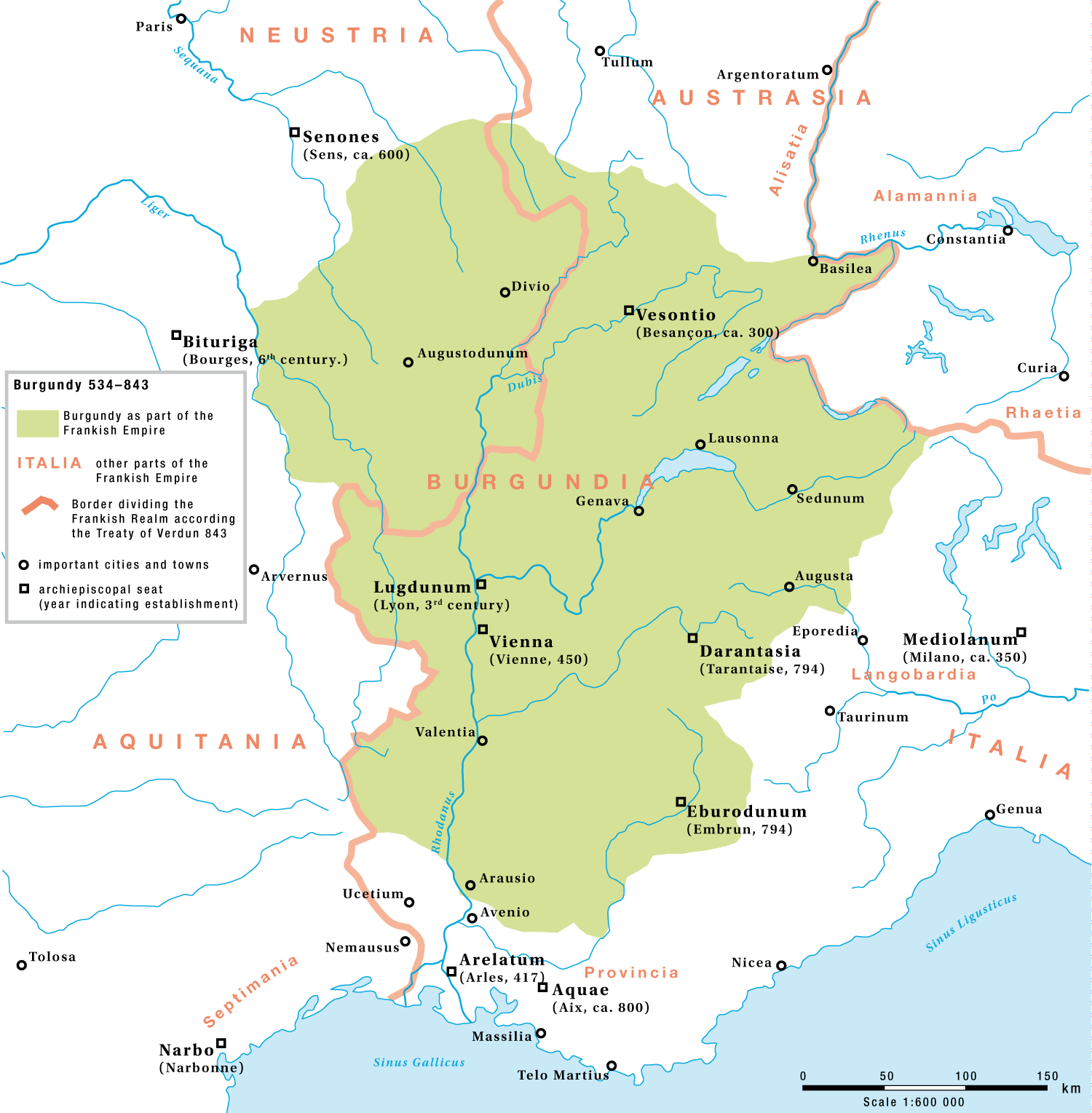
Borgoña como parte del Imperio Franco entre 534 y 843.

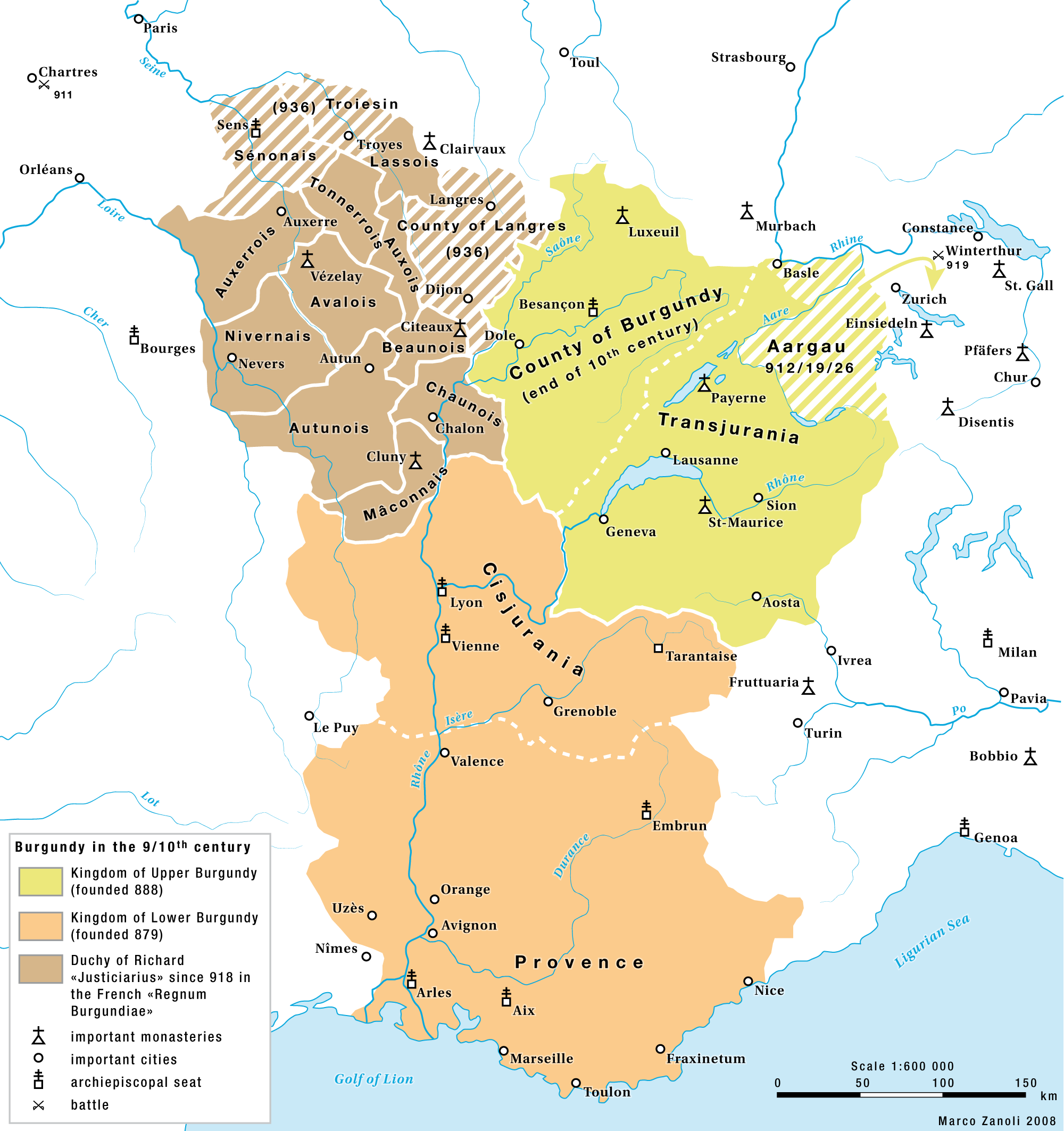
Los Reinos de Alta y Baja Borgoña entre 879 y 933.

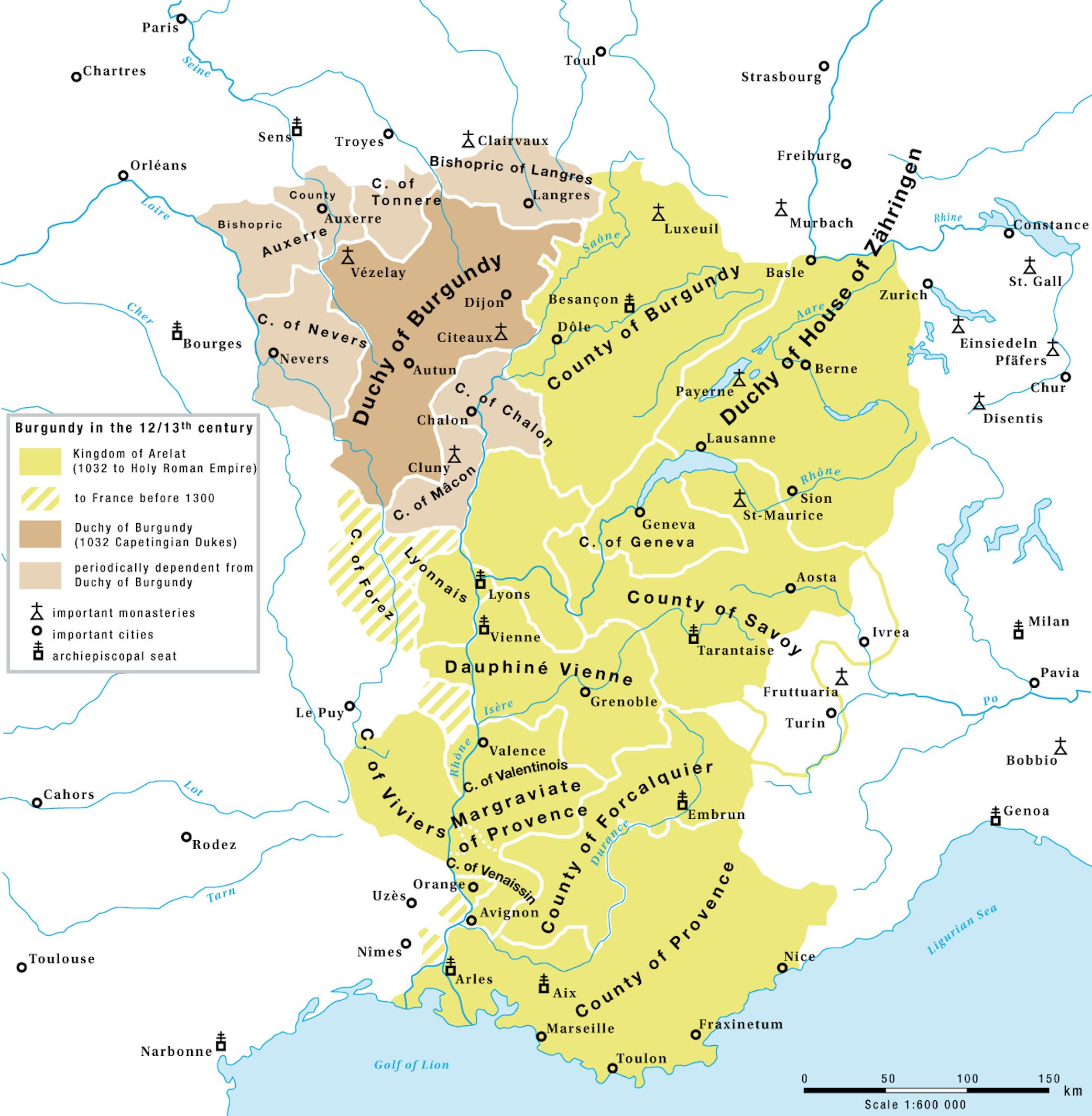
Reino de Arles (1033-1378).

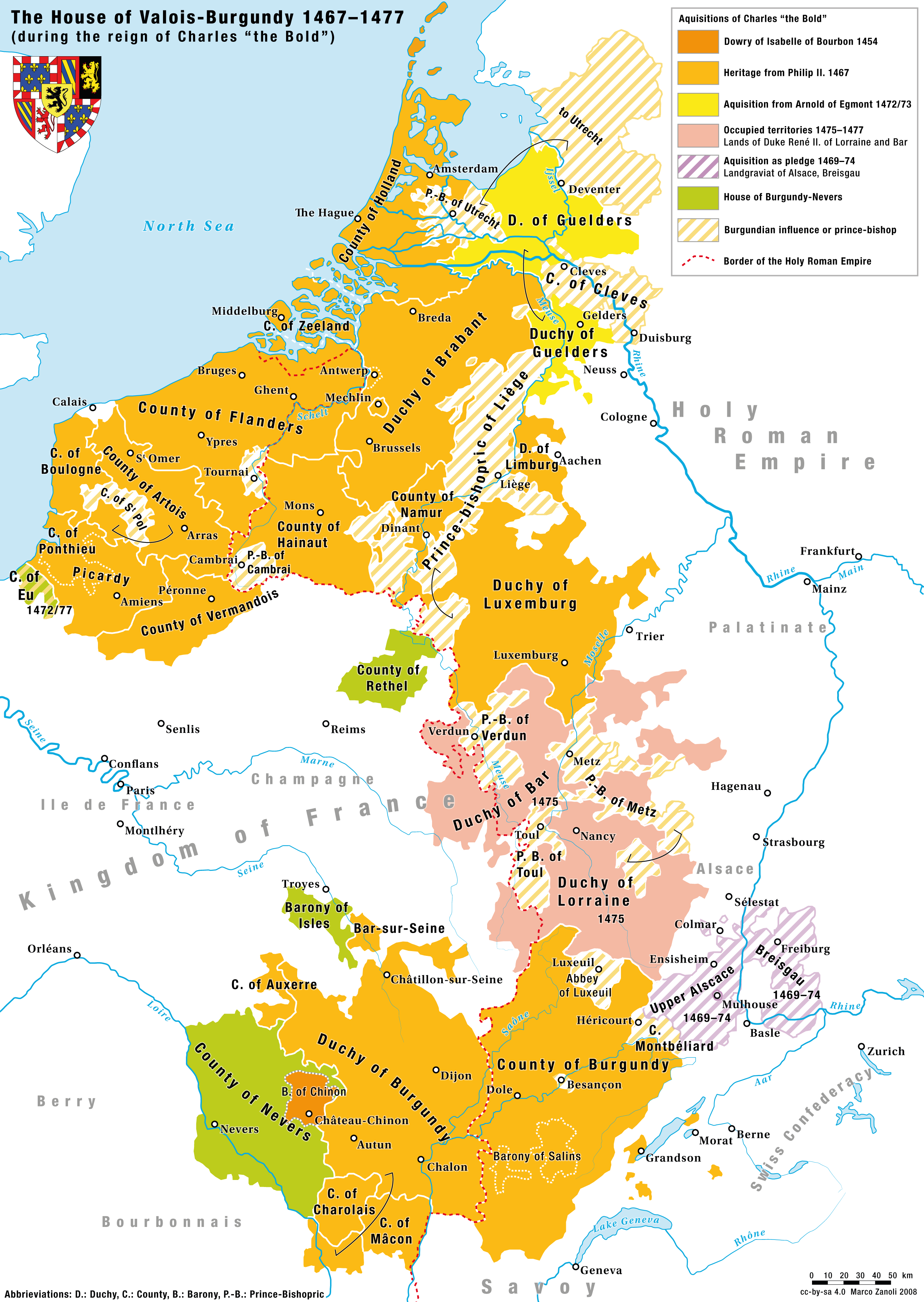
Posesiones de la Casa de Valois-Borgoña durante el reinado de Carlos el temerario en el.

## Regnum Burgundionum (411-534)
Borgoña recibe su nombre de los burgundios, que se cree que proceden de Bornholm (al igual que el resto de tribus de la época, no se sabe muy bien su origen ya que las fronteras no estaban definidas y las tribus se mezclaban y separaban constantemente, dando lugar a otras con nombres similares). Desde allí migró al sur cruzando territorios germánicos hasta la Galia Romana, estableciéndose en la parte occidental de los Alpes y del valle del Ródano, creando su propio virreinato (si bien se utilizaban los títulos de Regnum y Rex, eran virreinatos, ya que los reyes se encontraban sometidos al emperador).
El primer rey burgundio documentado, aunque no verificado históricamente, fue Gjúki (Gebicca), que vivió en el siglo IV. Durante la invasión del Rin en el año 406, los Burgundios se establecieron como foederati en la provincia Germania Secunda a lo largo del Rin Medio, pasando a ser ciudadanos romanos. Su situación empeoró cuando alrededor de 430 su rey Gunther lanzó varios ataques sobre la vecina Galia Bélgica, rompiendo su federación con Roma, lo que acabó con una derrota aplastante a manos de una coalición de tropas romanas (nativas y federadas) dirigidas por Flavio Aecio en 436 cerca de Worms (el centro del poema medieval de los Nibelungenlied).
A partir de 443, el resto de burgundios se establecieron en Sapaudia (actual Saboya), de nuevo como foederati en la provincia Maxima Sequanorum. Sus esfuerzos para ampliar su reino a lo largo del Ródano les enfrentó con el virreinato godo en el sur. Después de la caída del pars occidentalis en 476, su rey Gundebaldo se alió con el poderoso rey-cónsul de las Galias (de acuerdo al juramento de vasallaje prestado por Luis I al emperador, por el cual el emperador recuperaba, al menos nominalmente, las Galias, y Luis recibía los títulos de patricio y cónsul), Luis I en contra de la amenaza que representaba el rey ostrogodo Teodorico el Grande, a pesar de ser los 3 virreyes de un Imperio reunificado bajo los emperadores Zenón y Anastasio I. Esto le permitió organizar las conquistas burgundias según la Lex Burgundionum, un primitivo código legal.
El declive del Regnum comenzó cuando comenzaron a recibir ataques de sus antiguos aliados francos. En 523, los hijos de Clodoveo atacaron Borgoña instigados por su madre, Clotilde, cuyo padre, el rey Chilperico II de Burgundia había sido asesinado por Gundobaldo. En 532 los burgundios fueron derrotados de manera decisiva por los francos en Autun, tras lo que su rey Gundemaro fue asesinado y las tierras de Borgoña anexionadas al Reino de los francos en 534.

## Borgoña franca (534-933)
Aunque ya no existía un reino de Borgoña independiente como tal, entre 561 y 592 y entre 639 y 737 varios gobernantes de la dinastía merovingia se titularon "Reyes de Borgoña".
Las particiones del imperio de Carlomagno por parte de sus herederos carolingios inmediatos condujeron a un reino de corta duración de Francia Media, que se creó después del Tratado de Verdún de 843. Incluía tierras desde el Mar del Norte hasta el sur de Italia y estaba gobernado por el emperador Lotario I. La parte noroeste de las antiguas tierras de Borgoña estaba incluida en el reino de Francia Occidental como el Ducado de Borgoña, con su capital en Dijon.

## Reino de Provenza (855-863)
Las particiones del Imperio carolingio por los sucesores de Carlomagno propiciaron la creación de un efímero reino de Francia Media, que fue creado en 843 tras el Tratado de Verdún. Incluía tierras desde el mar del Norte hasta el sur de Italia, y fue gobernado por el emperador Lotario I. El noroeste de la antigua Borgoña, bajo el nombre de ducado de Borgoña (Bourgogne) se integró en el reino de Francia Occidental. Poco antes de su muerte en 855, Lotario  dividió su reino entre sus tres hijos en tres partes; Lotaringia, el Reino de Italia y Baja Borgoña y Provenza; estos últimos territorios fueron entregados a su hijo menor, Carlos. Esta partición creó aún más conflictos, ya que los carolingios mayores que reinaban en Francia Occidental y Francia Oriental se veían a sí mismos como los verdaderos herederos de Francia Media.
Como Carlos de Provenza era demasiado joven para gobernar, el poder real recayó en un regente, el conde Gerardo de Rosellón, cuya esposa era la cuñada del emperador Lotario I. Gerart fue un regente fuerte, defendiendo el reino de los ataque vikingos que llegaron hasta Valence. El tío de Carlos, Carlos el Calvo de Francia Occidental, trató de intervenir en la Provenza 861 después de recibir una petición de intervención del conde de Arlés. Invadió Provenza y llegó a Mâcon antes de ser detenido por Hincmaro de Reims.
Después de la muerte de Lotario II, el Tratado de Meerssen de 870 asignó la parte norte de la antigua Francia Media al rey Luis el Germánico de Francia Oriental y las tierras del sur de Carlos de Provenza al rey Carlos el Calvo de Francia Occidental.

## Alta y Baja Borgoña (879-933)
En 858, el conde Girart dispuso que, en caso de que Carlos de Provenza muriera sin herederos, el reino de la Provenza volvería al hermano mayor de Carlos, Lotario II, a la sazón reinante en Lotaringia. Cuando Carlos murió en 863, su hermano mayor Luis II reclamó la Provenza para sí, lo que llevó a la división del reino: Lotario II recibió los obispados de Lyon, Vienne y Grenoble, para ser gobernados por Girart, y Luis II recibió Arles, Aix-en-Provence y Embrun.
Tras la muerte de Lotario II, en 870 se produjo la firma del Tratado de Mersen, que asignaba el norte del antiguo reino de Francia Media al rey Luis el Germánico de Francia Oriental y el sur de las tierras de Carlos de Provenza a Carlos el Calvo de Francia Occidental.
Tras el derrocamiento de Carlos el Calvo en 877, seguido por la muerte de su hijo de Luis el Tartamudo dos años más tarde, el noble franco Bosón de Provenza se proclamó a sí mismo "Rey de Borgoña y Provenza" en Vienne en 879, y estableció su Reino de la Baja Borgoña y Provenza.
La Alta Borgoña permaneció bajo la influencia del rey de Francia Oriental, Carlos el Gordo. Tenía su centro en lo que hoy es el oeste de Suiza e incluía algunos territorios vecinos ahora pertenecientes a Francia e Italia y algunos de los que más tarde conformarían el Franco Condado. A partir de  887 estos territorios septentrionales darían origen al reino de la Alta Borgoña, proclamado por el noble Güelfo Rodolfo I de Borgoña en Saint-Maurice, Suiza.

## Reino de Arles (933-1378)
El gobernante de Alta Borgoña, Rodolfo II, adquirió la Baja Borgoña a Hugo de Arlés en 933, y creó un reino que fue conocido como reino de Arlés. Este reino existió de manera independiente hasta 1033, cuando fue incorporado al Sacro Imperio Romano durante el gobierno de Conrado II. Fue uno de los tres reinos dentro del Imperio medieval, junto con los de Alemania e Italia.
El reino se fue fragmentando progresivamente entre los herederos, o sus territorios modificados mediante la diplomacia y las políticas matrimoniales.
En 1378, cuando el reino de Arles dejó de existir, gran parte de sus territorios ya pertenecían al Condado de Saboya. El resto de las tierras fueron cedidas al Delfín de Francia Carlos VI por el Emperador Carlos IV, dando lugar al territorio conocido como Delfinado.

## "Tercer Reino de Borgoña"
En el siglo XV, el duque Carlos el temerario concibió el proyecto de unir sus territorios en un "Tercer Reino de Borgoña", con él mismo como rey plenamente independiente. Carlos incluso persuadió al Emperador Federico III para que le coronara como rey en Tréveris. Sin embargo, la ceremonia no tuvo lugar, ya que el emperador abandonó la ciudad en septiembre de 1473, disgustado por la actitud del duque. La existencia independiente del ducado concluyó tras la derrota y mutilación de Carlos en la Batalla de Nancy.